# Айзенах
А́йзенах, Э́йзенах (нем. Eisenach, н.-нем. Iesenack) — город в Тюрингии (Германия). Расположен между северными взгорьями Тюрингенского Леса и Хайнигским национальным парком. Население: 42 370 человек (2019).

## История
История Aйзенаха связана с Вартбургским замком, который, согласно легенде, был заложен в 1067 году. Рядом с замком находилось по меньшей мере три поселения, которые объединились в одно во второй половине XII века. Образовавшийся город, Aйзенах, впервые упоминается в хрониках в 1180 году.

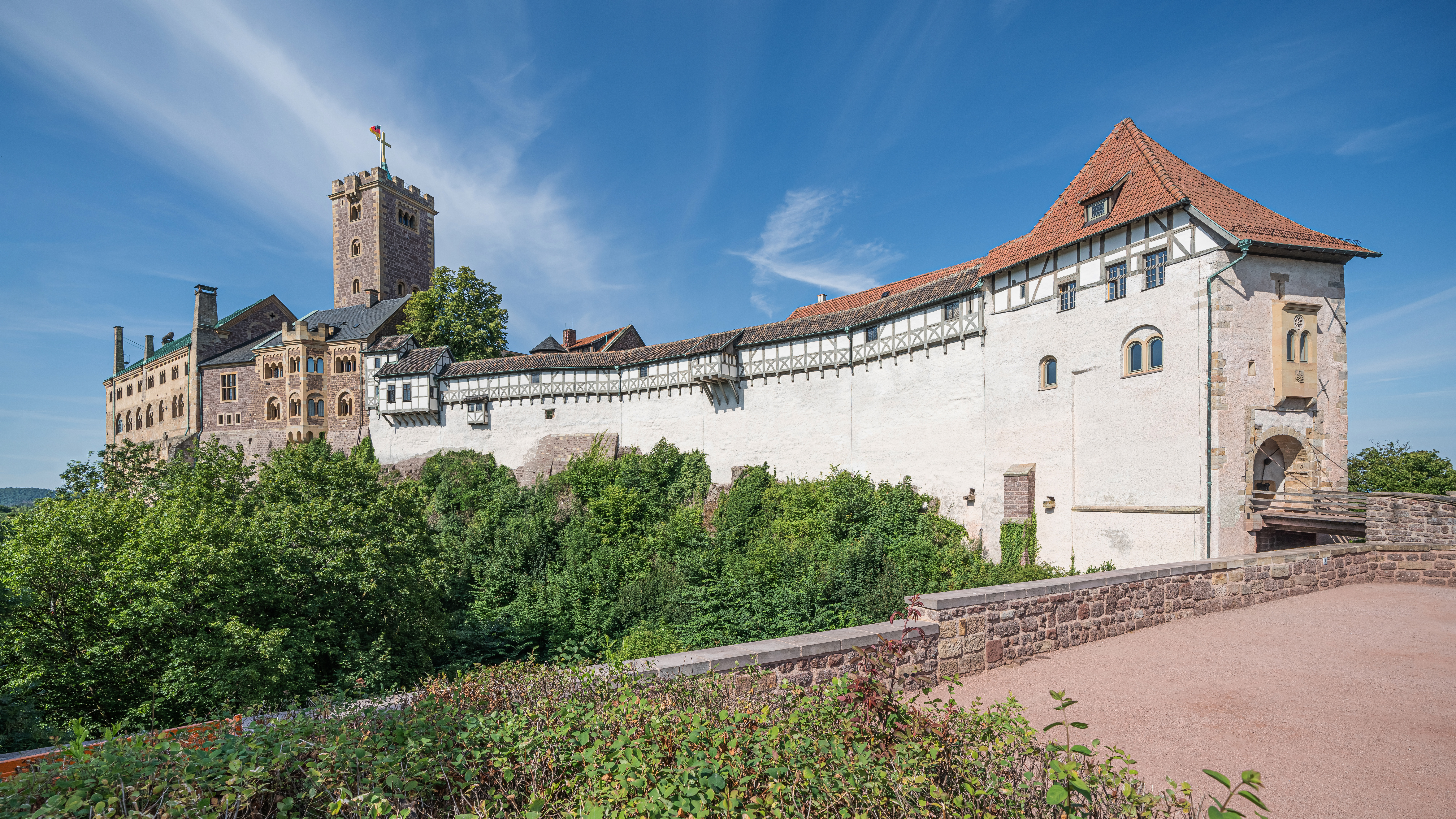
Вартбург

В течение последующих десятилетий на Вартбурге происходили события, ныне ставшие легендарными. Наиболее известное из них — Состязание певцов на Вартбурге — часть легенды о Тангейзере.
После Тюрингской войны (1247—1264) Aйзенах отошёл к Веттинской династии из Мейссена. Позже на территории современной Тюрингии было основано несколько миниатюрных государств, и в 1596 году Aйзенах стал столицей герцогства Саксен-Эйзенах, которое просуществовало с небольшими перерывами до 1809 года, пока не было включено в состав герцогства Саксен-Веймар-Эйзенах.
Aйзенах был городом, где провёл детство Мартин Лютер, хотя он родился не там; он жил там и позже, получив покровительство Фридриха Мудрого во время преследования за свои религиозные взгляды. Именно во время пребывания в Вартбургском замке Лютер перевёл Новый Завет на немецкий. Город также известен как родина Иоганна Себастьяна Баха.
В 1869 году в Aйзенахе была основана Социал-демократическая рабочая партия Германии, впоследствии слившаяся с Общенемецкой рабочей ассоциацией, образовав Социал-демократическую партию Германии. Центр города сильно пострадал от бомбардировок на исходе Второй мировой войны. Ряд кварталов исторической застройки был снесён властями ГДР в 1970-е гг. и заменён панельными многоэтажными домами.

## Экономика
Важной частью экономики Aйзенаха является автомобильная промышленность:
- «Опель», как одно из зарубежных направлений деятельности «Дженерал Моторс», построил абсолютно новый завод на северо-западе города, после того как автомобильный завод «Вартбург» прекратил выпуск продукции в 1989 году. Завод открылся в 1992 году. В мае 1998 года его посетил президент США Билл Клинтон, сопровождаемый федеральным канцлером Гельмутом Колем.
- В городе находятся заводы компаний BMW и Bosch.

## Районы
- Бертерода
- Хёцельсрода
- Маделунген
- Нойенхоф-Хёршель
- Нойкирхен
- Штокхаузен
- Штедтфельд
- Штрегда
- Варта-Гёринген

## Достопримечательности
Из всех достопримечательностей наибольшее внимание туристы уделяют Вартбургскому замку. Остальные известные места перечислены в следующей секции:

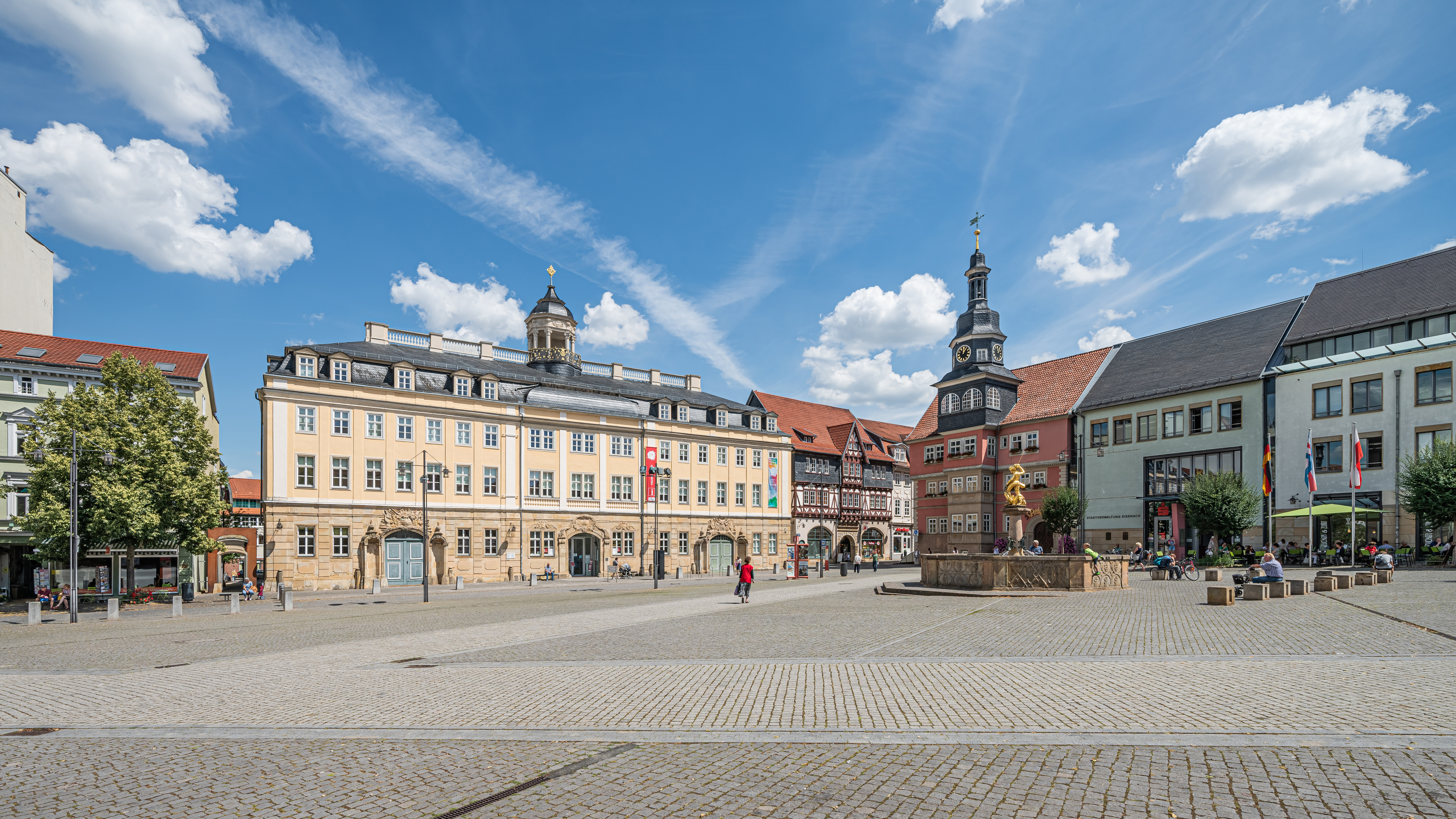
Герцогский дворец и ратуша на Рыночной площади

### Площади в центре города
- Карлсплатц (Karlsplatz): на неё выходят церковь св. Николая и ворота св. Николая, единственные сохранившиеся ворота города.
- Маркт[нем.]: рыночная площадь с церковью св. Георгия, ратушей, замком в стиле барокко, а также с некоторым количеством представляющих архитектурную ценность административных зданий и купеческих домов. Здесь же находится фонтан с позолоченной статуей св. Георгия, покровителя города, спроектированный Гансом Леонардом в 1549 году.
- Якобсплан (Jakobsplan): названа по имени часовни, уничтоженной пожаром в Средние века. Здесь находятся памятник св. Георгию в центре площади, часть старых городских стен (в том числе, смотровые башни) и сад Гёте.
- Фрауэнплан (Frauenplan): небольшая площадь, названная по церкви, которая была снесена в стратегических целях в 1306 году. Сегодня Фрауэнплан — место расположения дома Баха и памятника ему.

### Городской дворец
Герцогский дворец (Stadtschloss) расположен в северной части Рыночной пощади. Он был построен в 1740-е гг. по проекту Готфрида Генриха Кроне, придворного архитектора Эрнста-Августа, герцога Саксен-Веймарского. Сегодня городской дворец используется для проведения особых выставок и как музей исторических ценностей и предметов искусства Тюрингии.

### Ратуша
До 1596 году здание будущей ратуши на Рыночной площади было винным складом. В 1636 году здание ратуши было уничтожено огнём, и в 1641 году на его месте было построено новое. Южная часть строения потерпела значительный ущерб в ходе бомбардировок в 1945 году, во время Второй мировой войны. В 1996 году здание было реконструировано, и теперь в нём располагаются администрация города и сберегательный банк.

### Дом Крейцнахера и графская резиденция
Остатки здания эпохи Ренессанса, построенного купцом Крейцнахером в 1539 году и включавшего башню с винтовой лестницей, а позже находившегося в распоряжении графа Эрнста—Августа, который между 1741 и 1743 гг. разобрал здание, чтобы соорудить из него городской дворец. Сейчас, после реконструкции, в здании находится туристический офис Aйзенаха.

### Дом Лютера

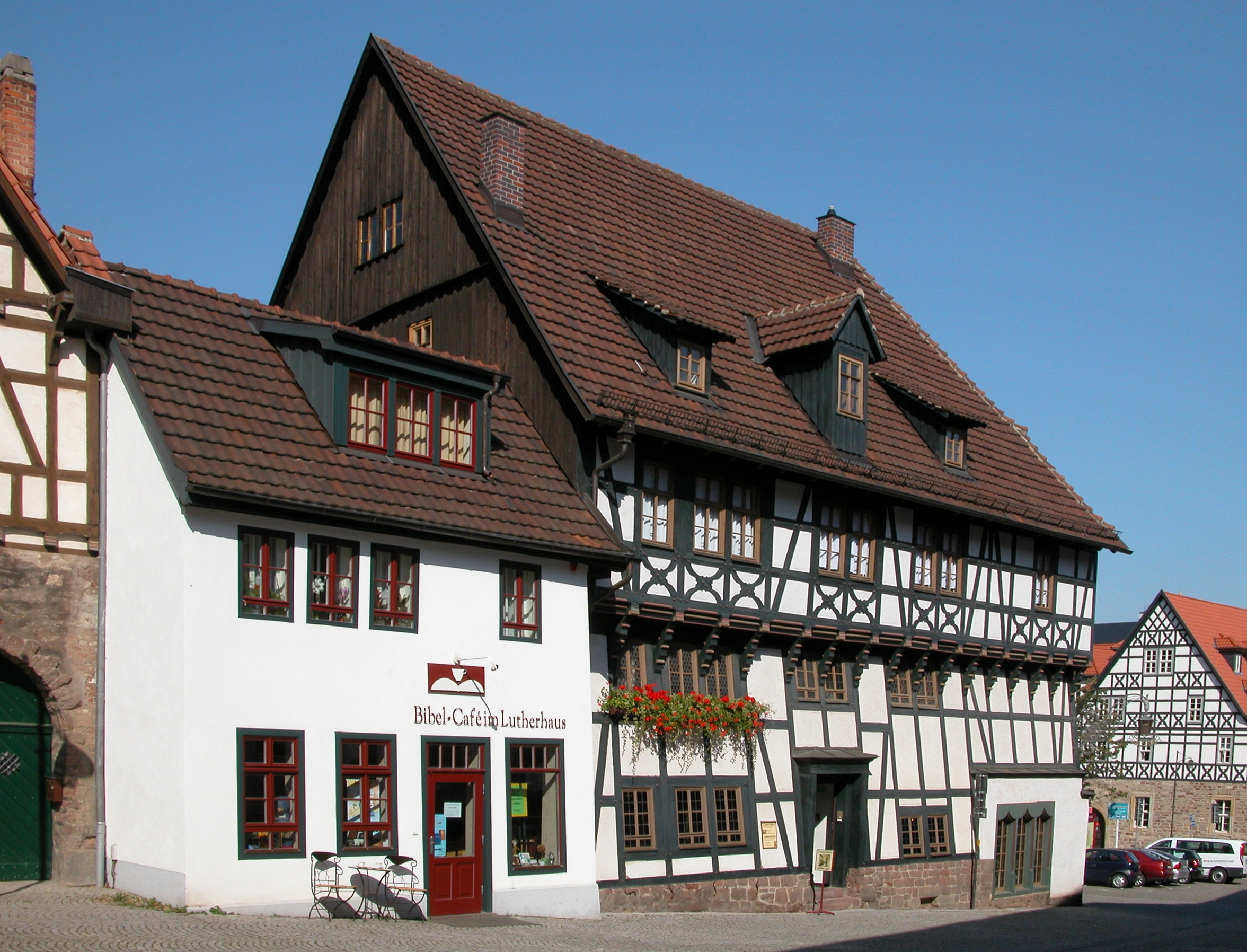
Дом Мартина Лютера

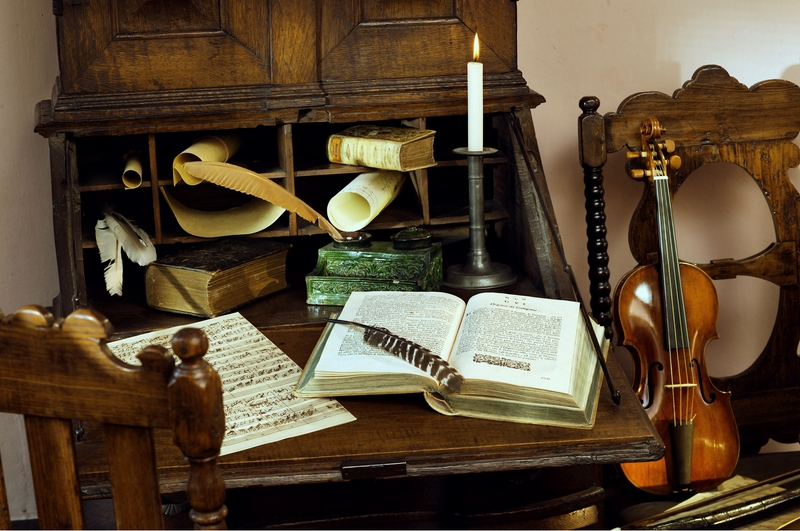
Кабинет композитора в доме Баха

Дом Лютера — один из старейших и наиболее красивых деревянно-кирпичных домов, сохранившихся в Aйзенахе. Во время своего обучения в школе (1498—1501 гг.) в этом доме проживал Мартин Лютер. В настоящее время здание представляет собой музей, предлагающий мультимедиа-выставки, связанные с этим периодом. Музей разбит на пять частей, в каждой из которых можно увидеть иллюстрации жизни Лютера, а также его времени и учения.

### Памятник Баху
Оплаченный хорошо известными музыкантами, памятник размером более чем в натуральную величину изображает Иоганна Себастьяна Баха в одежде и парике хормейстера церкви св. Фомы. Монумент был сооружён в 1884 году Адольфом фон Донндорфом и расположен на Фрауэнплан рядом с домом Баха.

### Дом Баха
Дом Баха стал первым во всём мире музеем, посвящённым жизни и творчеству И. С. Баха, в 1907 году. Дому насчитывается больше 600 лет, и, как говорят, именно в нём 21 марта 1685 года родился будущий великий композитор. Сегодня это один из самых посещаемых музеев Тюрингии и самый посещаемый туристами музыкальный музей Германии. В зале музыкальных инструментов представлены клавесины, спинеты, камерные органы, пикколо XVII—XVIII вв.

### Мемориал «Goldener Löwe»
7 августа 1869 года в здании ««Золотой лев»» была основана Социал-демократическая Рабочая партия Германии (позже преобразовавшаяся в Социал-демократическую партию Германии). Сейчас в здании находятся три постоянных выставки и архивная библиотека, открытая для посещения. Общество Августа Бебеля проводит лекции и семинары на исторические темы и темы, связанные с текущими политическими процессами.

### Музей Ройтера — Вагнера
Построенный Людвигом Бонштедтом между 1866 и 1868 годов, этот неоклассический дом принадлежал Фрицу Ройтеру, известному поэту, писавшему на нижненемецком диалекте. После его смерти дом отошёл в собственность города, и теперь в нём располагается Музей Ройтера — Вагнера — второй по величине музей творчества Рихарда Вагнера в мире.

### Сад картезианцев и галерея
Парк Картаусгартен — всё, что осталось от стоявшего на этом месте картезианского монастыря, освящённого в честь св. Елизаветы в 1380 году. В 1700 году это место стало герцогским огородом, а во времена Гёте превратилось в природный парк. Сегодня посетителей привлекает разнообразие деревьев, ухоженных тропинок и клумб. Крытая галерея и фойе (Wandelhalle) первоначально были построены как места для питья минеральных вод и входили в план курорта, который так никогда и не был претворён в жизнь.

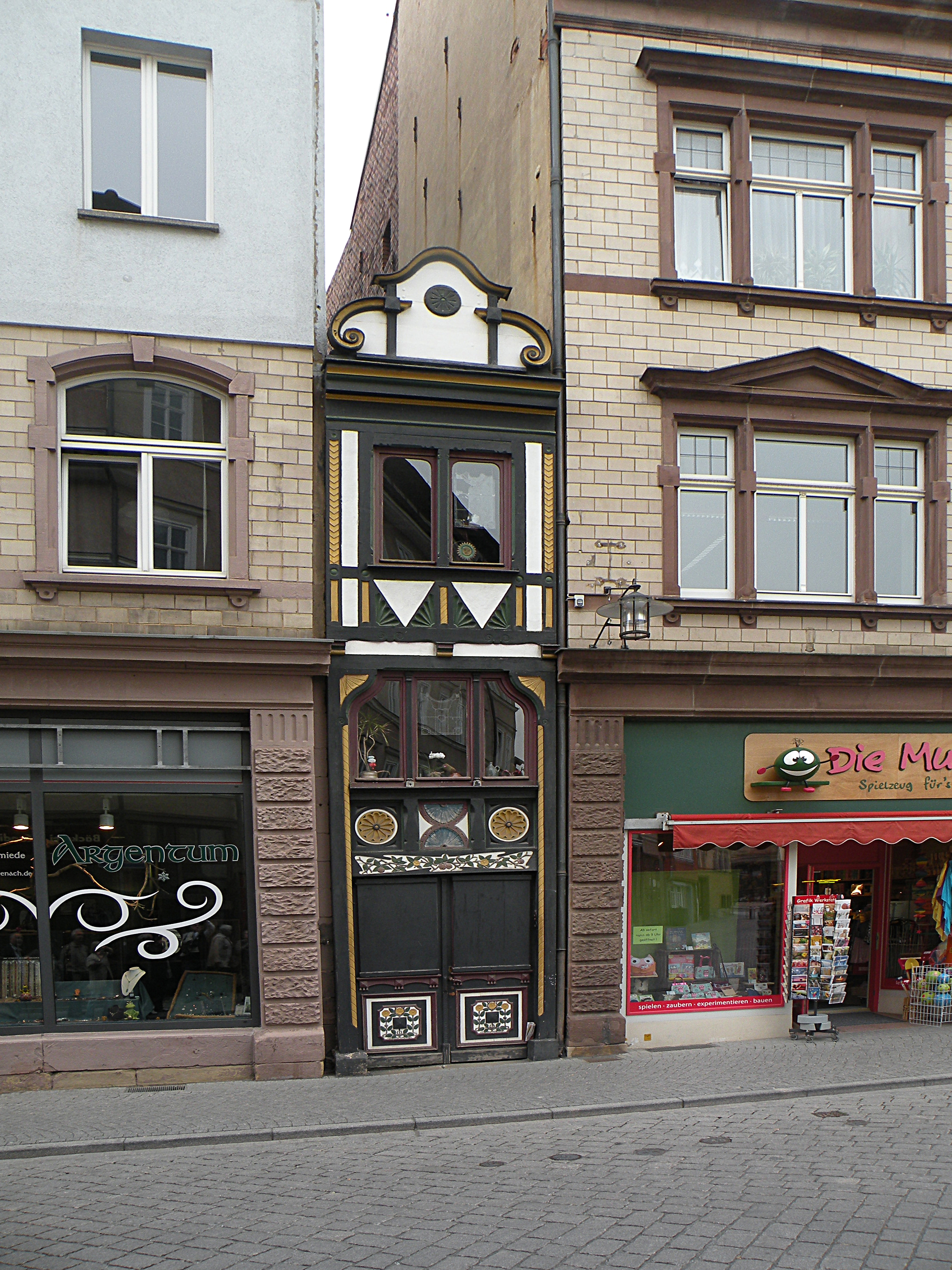
Узкий дом

### Узкий дом
Этот дом считается самым узким деревянно-кирпичным домом в Германии. Он был построен до 1750 года и имеет ширину всего 2,05 м. Внутри выставлено некоторое количество картин, скульптур и исторической мебели.

### Памятник Лютеру
Расположенный на Карловой площади памятник Мартину Лютеру был спроектирован Адольфом фон Донндорфом и открыт 4 мая 1895 года, в годовщину прибытия Лютера в Вартбургский замок. Статуя Лютера размером более чем в натуральную величину на пьедестале содержит также рельефные изображения эпизодов его жизни, приведших к его переселению в Aйзенах, а также название одного из самых знаменитых его гимнов.

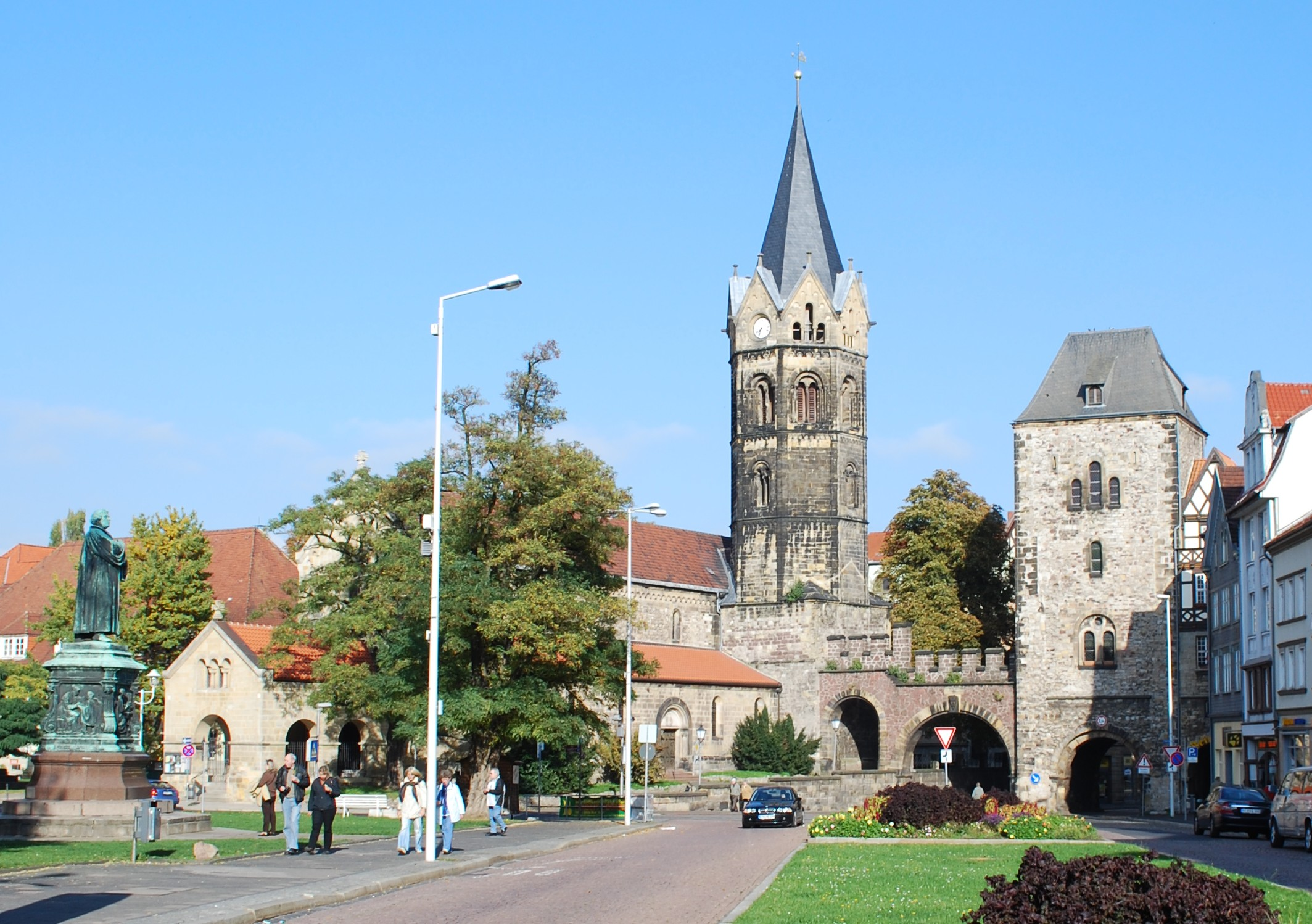
Церковь и ворота св. Николая

### Церковь св. Николая
Церковь Святого Николая расположена на Карлсплатц и соединена с бывшими городскими воротами Николяйтор, единственными выжившими воротами из пяти существовавших. Это была приходская церковь бенедиктинского монастыря, расположенного поблизости. Эта трёхнефная базилика, построенная в 1180 году, стала последней церковью романского стиля в Тюрингии.

### Церковь св. Георгия
Церковь Святого Георгия располагается на Рыночной площади; она была построена в XII веке и позже реконструировалась в барочном стиле (а колокольня была добавлена и вовсе в 1902 году). В этой церкви Св. Елизавета венчалась с ландграфом Людвигом IV в 1221 году, а в XVII веке был крещён Иоганн Себастьян Бах.

### Театр Aйзенаха
Городской театр был основан Юлиусом фон Айхель-Штрайбером в 1879 году и сооружён по проекту лейпцигского архитектора Карла Вайхардта. Позже, в 1993 году, здание было отреставрировано. Театр рассчитан на 600 зрителей, в нём есть две ложи.

### Монумент студенческим братствам
Построенный в 1902 году монумент Burschenschaftsdenkmal располагается на холме напротив Вартбургского замка. Он был воздвигнут в память о членах студенческих движений и всех убитых в борьбе за объединение Германии в 1864—1871 гг. Памятник высотой 33 метра, содержащий девиз «Честь, Свобода, Отечество», был открыт 22 мая 1902 года, а в 1933 года расширен в честь павших в Первой мировой войне. Со времён объединения братства встречаются в Aйзенахе в память о демонстрациях в Вартбургском замке.

### Вокзал
Реконструированная в 1904 году в массивном стиле Вильгельма, центральная станция примечательна своими витражными окнами. Окна со стороны улицы иллюстрируют историю часовой промышленности в окрестностях Aйзенаха, а со стороны путей — традиции автомобильной промышленности Aйзенаха.

### Музей автомобилестроения
Музей «Автомобильный мир» расположен в здании «восточной столовой» (Ostkantine) бывшего автозавода AWE, в нём выставлены экспонаты, начиная от автомобиля «Дикси» до последнего «Вартбурга».

## Спорт
В 1970 году город принимал третий чемпионат мира по спортивному ориентированию. В честь этого события почта ГДР выпустила памятную марку.